# 麟游县
麟游县是中華人民共和国陕西省宝鸡市所辖的一个县。总面积为1606平方公里，常住人口約7.5万人，县人民政府駐九成宫镇西大街8号。

## 行政区划
麟游县下辖7个镇：
九成宫镇、崔木镇、招贤镇、两亭镇、常丰镇、丈八镇和酒房镇。

## 人口
宝鸡市第七次全国人口普查公报显示：麟游县常住人口为73297人，男性人口占比55.7%，女性人口占比44.3%，年龄结构中0-14岁占比13.65%，15-59岁占比67.87%，60岁以上占比18.48%，65岁以上占比12.74%。

## 交通
- 342国道过境。